# اچ‌ام‌اس برویک (۱۷۷۵)
اچ‌ام‌اس برویک (۱۷۷۵) (به انگلیسی: HMS Berwick (1775)) یک کشتی است که طول آن ۱۶۸ فوت ۶ اینچ (۵۱٫۳۶ متر) می‌باشد. این کشتی در سال ۱۷۷۵ ساخته شد.